# Vision de Barontus
La Vision de Barontus, un texte latin d’un auteur anonyme daté du 25 mars 678 ou 679, raconte le voyage dans l’au-delà d’un moine à travers le paradis et l’Enfer. Un soudain accès de fièvre laisse Barontus inconscient pendant vingt-quatre heures. À son réveil, il raconte son périple au cours duquel il croise le chemin de démons venus l’attaquer, de l’archange Raphaël venu le défendre, ainsi que de saint Pierre qui le renvoie sur terre pour raconter de ce dont il a été témoin dans l’autre monde. Barontus est un moine récemment converti et recruté par le monastère Saint-Pierre de Longoret, plus tard connu sous le nom Saint-Cyran-en-Brenne, dans l'Indre. Laïque, noble, fortuné et d’un âge avancé, il se départ de tous ses biens pour se consacrer à la vie monastique.
La Vision de Barontus, tout comme la Vision de Fursy, deux œuvres datant du VIIe siècle, sont parmi les exemples les plus anciens du genre littéraire que sont les récits de voyage dans l’au-delà dans le haut Moyen Âge.

## Contenu du texte

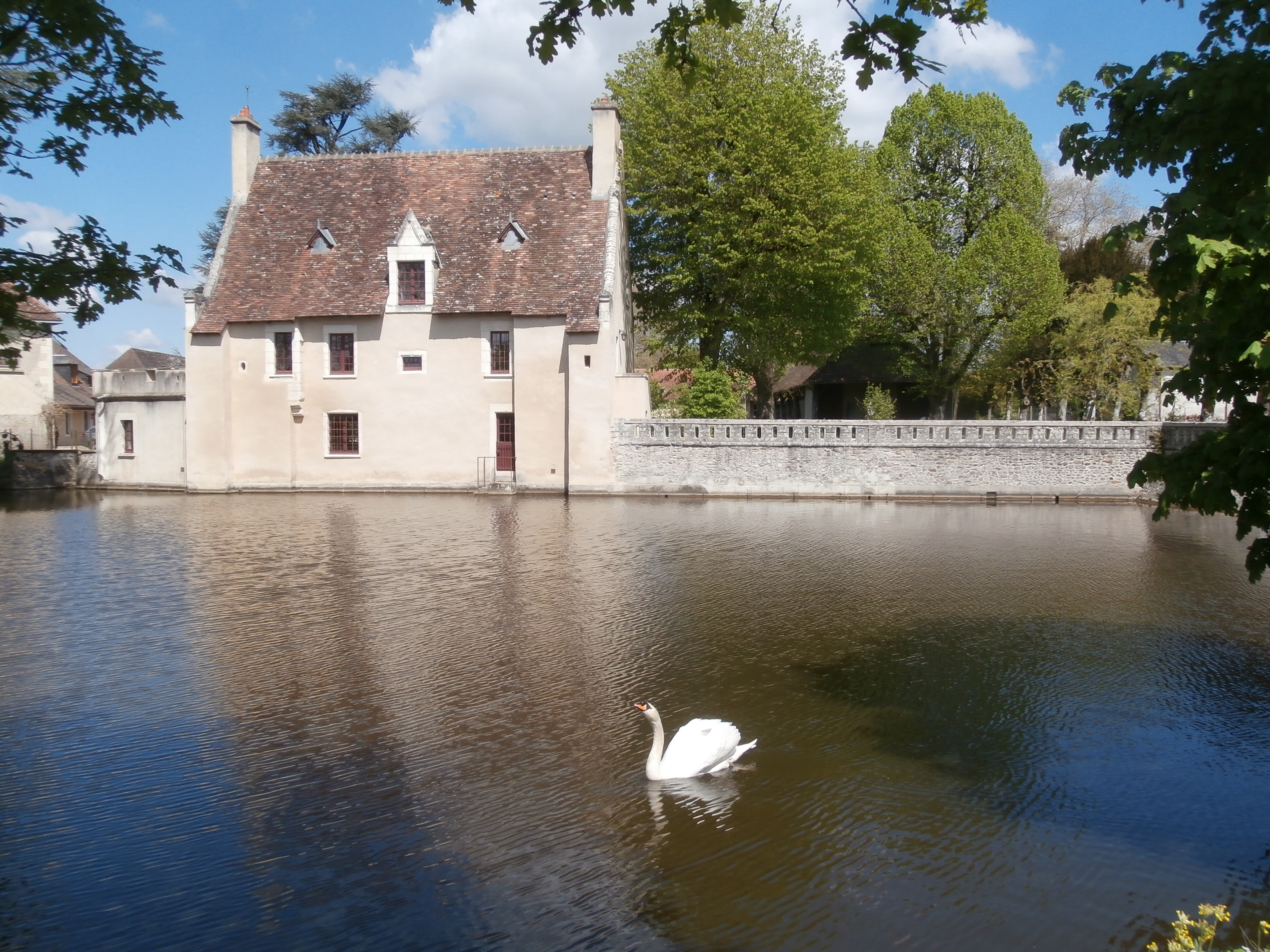
Abbaye de Saint-Cyran-en-Brenne, anciennement le monastère de Longoret.

La Vision de Barontus, ou Visio Baronti en latin, contient environ 4 700 mots et peut être divisée en trois parties :
- L’introduction (Chapitres 1 et 2), qui relate les circonstances dans lesquelles la vision est survenue et qui donne quelques informations sur Barontus;

- Le récit du périple (Chapitres 3 à 19), où Barontus raconte à ses frères ce qu’il a vécu pendant son voyage;

- La conclusion (Chapitres 20 à 22), dans laquelle l’auteur expose la morale de l’histoire.

### Introduction
Un matin, en retournant à sa chambre après avoir prié avec ses frères, Barontus devient soudainement fiévreux, est incapable de parler, perd conscience et passe plusieurs heures sans bouger aux côtés de ses frères qui récitent de psaumes et qui n’ont pas beaucoup d’espoir de le voir se réveiller. Puis, Barontus ouvre les yeux et scande « Gloire à Toi, ô Seigneur ! » à trois reprises. À la demande de ses frères, il s’empresse de leur raconter en détail où il était et ce qu’il a vu.

### Le récit du périple

#### Combat pour l’âme de Barontus
Aussitôt endormi, Barontus est attaqué par deux démons qui cherchent à l’étrangler et à l’amener en Enfer avec eux. Au bout de trois heures, l’archange Raphaël vient à la défense du moine pour demander aux démons de laisser le soin à Dieu de le juger. L’archange s’empare de l’âme de Barontus pour l’amener vers le paradis alors que les démons bataillent pour le garder en bas. Raphaël tente de les faire fuir en affirmant que les moines de Longoret étaient tous en train de prier pour l’âme de Barontus, sans succès. Puis, ils se déplacent tous rapidement vers le monastère de Méobecq, qui se trouve à quelques kilomètres, afin que Raphaël puisse visiter l’abbé Léodald, qui est souffrant, pour le guérir d’un signe de croix sur le torse. C’est alors que quatre démons arrivent en renfort pour attaquer Barontus. Raphaël parvient à les contenir à l’aide de deux anges qui chantent un psaume. Les quatre démons supplémentaires finissent par redescendre vers la Terre tandis que les deux premiers tiennent bon.

#### Quatre portes du paradis

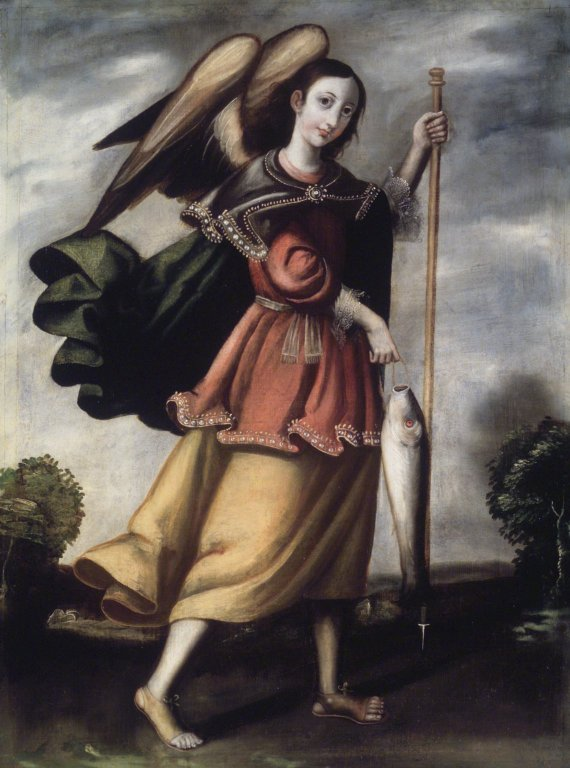
Archange Raphaël (musée de Brooklyn, XVIIe siècle).

Barontus, « avec son escorte angélique et démoniaque », arrive à la première porte du paradis. De nombreux moines de Longoret s’y trouvent dans l’attente du Jugement dernier. Ils demandent à parler à Barontus, qui leur répond : « Je suis du monastère St-Pierre de Longoret et je ne nie pas que toute cette souffrance est causée par mes péchés et mes crimes ». Ils sont choqués de voir l’un des leurs accompagné de démons puisque personne de Longoret n’était allé en Enfer à ce jour. Raphaël les rassure en disant que le sort de Barontus repose entre les mains de Dieu.
Le visionnaire, les anges et les démons arrivent ensuite à la deuxième porte du paradis, où se trouvent des milliers d’enfants vêtus de blanc et de vierges en train de louanger le Seigneur d’une seule et même voix. Les enfants étaient si nombreux que seul Dieu pouvait les compter. En voyant l’âme de Barontus se diriger vers le Jugement dernier, ils s’écrient : « Soit vainqueur, toi le Christ guerrier, soit vainqueur et ne laisse pas le diable l’emmener en Enfer ».
Puis, Barontus et ses accompagnateurs se déplacent vers la troisième porte qui semble être en verre. Dans cette parcelle du paradis se trouvent des saints martyrs couronnés assis sur des trônes. Chacun d’eux demeure dans un somptueux manoir fait de briques d’or. Barontus remarque que l’un des manoirs est vacant et en attente de l’abbé Francard de Longoret, car Dieu s’est préparé à sa venue. Les martyrs se mettent à scander le même discours que les enfants de la porte précédente afin que Dieu ne laisse pas Barontus aux mains des démons.
Arrivé à la quatrième porte, le groupe n’avait pas la permission de la franchir, mais Barontus « peut entrevoir la splendeur et la lumière insoutenable qui règne à l’intérieur ». Raphaël demande à l’un des anges d’aller chercher Saint Pierre pour statuer sur le sort de Barontus. Les démons estiment qu’il a commis des péchés majeurs, ce que Barontus ne nie pas : « Il a eu trois femmes, ce qui n’est pas permis. Il a commis d’autres adultères et plusieurs autres péchés ». Saint Pierre prend sa défense et estime qu’il s’est racheté en confessant ses péchés et en se livrant au service de Dieu. Les démons insistent, mais Saint Pierre réussit à les chasser en les menaçant avec les trois clés qu’il tient dans sa main.

#### Enfer
Barontus est raccompagné à la première porte, où se trouvent les moines qui vont lui faire visiter l’Enfer pour qu’il puisse raconter à ses frères ce qu’il y aura vu, une fois de retour au monastère. En chemin entre le paradis et l’Enfer, il croise Abraham, celui « qu’il faut prier pour que le Seigneur permette au défunt de séjourner en son sein après la mort ». Arrivé à destination, Barontus peine à y voir tant l’obscurité et la fumée sont omniprésentes. Puis, Dieu lui fait voir les différents groupes de pécheurs rassemblés entre eux, tels qu’ils sont définis dans les Dialogues de Grégoire de Grand. Parmi eux se trouvent des corrompus et des individus n’ayant rien accompli de bien dans leur vie. Barontus aperçoit et reconnaît les évêques de Bourges et de Poitiers, condamnés pour tromperie. Barontus retourne ensuite au monastère, où son âme regagne son corps à travers sa bouche.
La description de l'Enfer occupe une place restreinte dans le récit et occupe un seul chapitre sur un total de vingt-deux. Si le sort et l'état des damnés présents en Enfer sont suffisamment décrits, on ne retrouve pratiquement rien concernant la description et la géographie des lieux.

### Conclusion
L’auteur parle en son nom pour terminer son texte afin de rappeler les messages envoyés à travers le périple de Barontus. Ce dernier a ultimement pu échapper aux démons, car il a démontré qu’il avait expié tous ses péchés et reçu les pénitences qui s’imposaient. Dans le passage où Saint Pierre demande à Barontus de donner aux pauvres les pièces d’or qu’il avait gardées pour lui après être arrivé au monastère, l'auteur exprimait ainsi « de façon on ne peut plus claire la vieille idée chrétienne de la rédemption de l’âme par l’aumône ». L'auteur tient également à préciser qu'il a été personnellement témoin du récit de Barontus et qu'il n'en a pas entendu parler d'une tierce personne ou par écrit.

## Analyse

### Manuscrits et transmission
Il existe encore à ce jour vingt-sept manuscrits ou références à des manuscrits de la Vision de Barontus: neuf du IXe siècle, un du Xe siècle et dix-sept du XIe au XVe siècle. Le plus vieil exemplaire connu (Bruxelles, Bibliothèque royale, MS 8216-18) contient un colophon indiquant que le copiste a travaillé entre mai et septembre de l'an 819. Même si le texte comporte plusieurs évidences que celui-ci a été rédigé peu de temps après que la vision se soit produite, au VIIe siècle, il ne reste aucune trace du récit pour une période d'environ cent quarante ans, soit jusqu'au IXe siècle. Il existe également un manuscrit illustré, datant du IXe siècle (St Petersburg Lat. O.v. I, 5), qui est une représentation unique d'une vision de l'au-delà du haut Moyen Âge. Ce manuscrit démontre également l'attrait et la pertinence de la Vision de Barontus plus de deux siècles après sa création.
Le nombre de textes disponibles indique que le récit a considérablement circulé à l’époque carolingienne, où les récits de voyage dans l’au-delà étaient nombreux et populaires à travers l’empire. La circulation de ces manuscrits reste étroitement associée à la littérature visionnaire, car elle est souvent transmise avec d’autres exemples de ce genre littéraire, tels que la Vision de Fursy, la Vision de Rotcharius et la Vision de Wettin.
De par sa large diffusion, la Vision de Barontus a parfois été perçue comme une œuvre d’hagiographie. Toutefois, l’objectif n’était vraisemblablement pas de dépeindre Barontus comme un saint puisque l’histoire s’en tient uniquement à la vision. On sait peu de choses sur sa vie antérieure, puis rien du tout après son retour de l’au-delà

### Auteur, style et attrait
Même si l’identité de l’auteur est inconnue, l’usage de la troisième personne du singulier au début du texte laisse supposer que celui-ci n’a pas été écrit par Barontus. Certains éléments du récit indiquent qu’il pourrait s’agir d’un moine de Longoret ou de Méobecq, deux monastères voisins fondés par Saint Cyran une trentaine d’années plus tôt, vers 632. L’auteur est familier avec tous les moines affiliés à l’un ou à l’autre des monastères que Barontus rencontre lors de son pèlerinage. L’auteur mentionne avoir été éduqué par l’abbé Francard de Longoret, au moment où Barontus aperçoit la demeure en briques d’or ayant été préparée pour lui au paradis.
Le niveau de langage employé dans le texte est modeste et se reproche possiblement du latin parlé à cette époque. On retrouve plusieurs erreurs de genres et de vocabulaire, en plus de mauvaises conjugaisons de verbes. L’auteur est toutefois conscient de ses lacunes, car il les mentionne au début de la conclusion : « Si quelqu'un prend ce petit travail que j'ai fait et commence à le lire, soyez en effet capable de m'accuser de la rusticité du langage, mais pas de mentir » . Il n’était pas rare de voir des excuses de la sorte chez les auteurs mérovingiens.
Malgré ses défauts, la Vision de Barontus est une œuvre novatrice, notamment dans la description du paradis. Ce texte « aide à comprendre comment les récits de visionnaires étaient utilisés dans les cercles monastiques, de quelles façons ils étaient écrits, ainsi que pourquoi, et dans quel but ces récits étaient ainsi répandus ». De plus, il aide à comprendre comment les récits de visionnaires ont pu être profitables à l’autorité spirituelle.

### Auditoire
À première vue, le texte ne semble pas avoir été écrit pour le grand public mais plutôt pour les moines de Longoret et de Méobecq, comme le suggèrent plusieurs passages. Quand l'histoire de Barontus débute, ce dernier fait un long exposé sur le monastère de Méobecq en donnant des détails précis sur l’endroit, comme si le but avait été d’aider les moines à se localiser facilement, au besoin. De plus, Barontus rencontre plusieurs anciens moines ayant résidé à Longoret, les lecteurs pouvant les avoir connus ou même avoir vu leurs noms sur les pierres tombales.
Les différentes composantes du paradis et de l’Enfer trouvées dans le texte peuvent laisser croire que le texte s’adressait aussi aux laïques. Ces derniers sont complètement écartés des trois niveaux du paradis, sauf les martyrs non religieux qui se retrouvent tous en Enfer parmi les damnés. Dans le passage où Barontus croise des moines de Longoret, ces derniers sont choqués de le voir en compagnie des démons puisqu’aucun de ses frères n’avait encore mis les pieds en Enfer. Les moines, qui se trouvent dans le premier paradis, détiennent un statut particulier dans cette version de l’au-delà, sans compter les somptueuses demeures qui attendent ceux qui sont toujours vivants. La seule voie possible, pour eux, d’échapper à la damnation éternelle serait donc de se convertir à la vie monastique, tout comme Barontus a fait lui-même.

### Objectifs
Les récits de visions de l’au-delà sont généralement divisés en trois catégories: prophétique, didactique et politique. Même si certains ont avancé que la Vision de Barontus était l’une des premières visions politiques du Moyen Âge en raison de certaines circonstances concernant Saint Cyran, le fondateur des deux monastères, elle serait plutôt didactique. Plusieurs messages sur les bienfaits de la charité, de la pénitence et de la vie monastique sont livrés à la suite des conversations qu’entretient Barontus avec l’Archange Raphaël et Saint Pierre. Une importance particulière est portée sur ces thèmes, particulièrement le pardon des péchés par les aumônes. Quand les démons dressent la liste des péchés que Barontus a commis dans sa vie laïque, Saint Pierre répond que Barontus a racheté ses mauvaises actions en se confessant et en faisant pénitence.

### Influences de Grégoire le Grand
L’auteur ne s’est pas uniquement fié aux propos de Barontus pour construire son texte. On remarque clairement l’influence de Grégoire le Grand, notamment dans sa conception de l’au-delà : la description des demeures à la troisième porte du paradis, la catégorisation des pêcheurs et la représentation des démons. L’auteur emprunte également plusieurs concepts du quatrième livre des Dialogues et prend la peine de nommer et de citer Grégoire le Grand à deux reprises pour éviter d’être accusé d’avoir plagié. Il n’est pas étonnant de voir l’auteur faire référence à cette œuvre en raison de sa grande renommée.

#### Ouvrages
- Peter Brown, Le Prix du Salut. Les chrétiens, l'argent et l'au-delà en Occident (IIIe – VIIe siècles), Paris, Belin, 2016, 322 p. (ISBN 978-2-7011-9798-2).
- Claude Carozzi, Le Voyage de l'âme dans l'au-delà d’après la littérature latine (Ve – XIIIe siècles), Rome/Paris, Publications de l'École française de Rome (no 189), 1994, 720 p. (ISBN 2-7283-0289-8, lire en ligne).
- (en) Eileen Gardiner, Medieval Visions of Heaven and Hell, a Sourcebook, New York, Routledge, 1993, 257 p. (ISBN 978-1-135-75453-2, lire en ligne).
- (en) J. N. Hillgarth, Christianity and Paganism, 350-750 : The Conversion of Western Europe, Philadelphie, University of Pennsylvania Press, 1986, 213 p. (ISBN 978-0-8122-1213-6, lire en ligne).
- (en) Michelle Lucey-Roper, The Visio Baronti in its Early Medieval Context, Oxford, University of Oxford (thèse de doctorat en histoire), 2000, 355 p. (lire en ligne).
- (en) Rob Meens, Penance in Medieval Europe, 600-1200, Cambridge, Cambridge University Press, 2014, 281 p. (ISBN 978-1-139-02966-7).
- (en) Isabel Moreira, Dreams, Visions, and Spiritual Authority in Merovingian Gaul, Ithaca, Cornell University Press, 2000, 279 p. (ISBN 978-0-8014-3661-1, lire en ligne).

#### Articles
- (en) John J. Contreni, « Building Mansions in Heaven: The Visio Baronti, Archangel Raphael and a Carolingian King », Speculum, vol. 78, no 3,‎ 2003, p. 673-706 (DOI 10.1017/S0038713400131513).
- (en) Yitzhak Hen, « The Structure and Aims of the Visio Baronti », Journal of Theological Studies, vol. 47, no 2,‎ 1996, p. 477-497 (DOI 10.1093/jts/47.2.477).